# 菲亚
菲亚（法語：Fuilla，法語發音：[fɥija] ⓘ）是法国东比利牛斯省的一个市镇，属于普拉德区。

## 地理
菲亚（42°33'43"N, 2°21'46"E）面积9.69 平方千米，位于法国奧克西塔尼大區东比利牛斯省，该省份为法国大陆部分最南部的省份，涵盖了北加泰罗尼亚，北起奥德省，西接阿列日省和安道尔，南与西班牙接壤，东临地中海。
与菲亚接壤的市镇（或旧市镇、城区）包括：孔夫朗自由城、科尔内亚德孔夫朗、韦尔内莱班、萨奥尔、埃斯卡罗、塞尔迪尼亚。

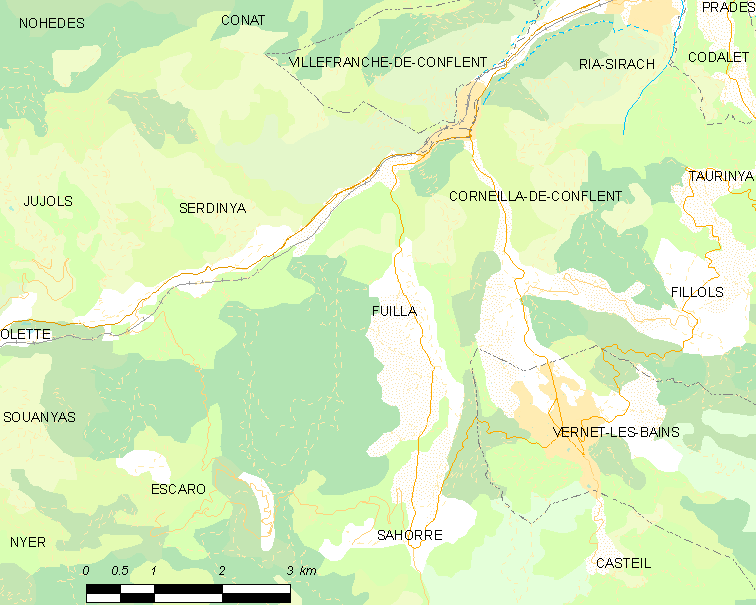
菲亚的OSM定位图

菲亚的时区为UTC+01:00、UTC+02:00（夏令时）。

## 行政
菲亚的邮政编码为66820，INSEE市镇编码为66085。

## 政治
菲亚所属的省级选区为勒卡尼古县。

## 人口

1962-2008年间菲亚人口变化图示

菲亚于2022年1月1日时的人口数量为435人。